# Somerton (Arizona)
Somerton è una città degli Stati Uniti d'America, situata nella contea di Yuma, nello Stato dell'Arizona.